# 공진화
공진화(共進化)는 한 생물 집단이 진화하면 이와 관련된 생물 집단도 진화하는 현상을 가리키는 진화생물학의 개념이다. 공진화는 작게는 아미노산의 합성에 관여하는 유전자의 돌연변이에서부터 크게는 진화의 과정에서 서로 다른 종들 사이에 일어나는 형질 변화에 이르기까지 생물학의 모든 규모에서 관찰된다. 공진화에 관여하는 한 생물의 진화는 이와 관련이 있는 생물에 대해 자연선택의 요소로서 작용하여 진화를 촉발시킨다. 숙주와 기생 생물의 관계, 상리 공생을 하는 생물의 관계 등이 공진화의 사례이다.

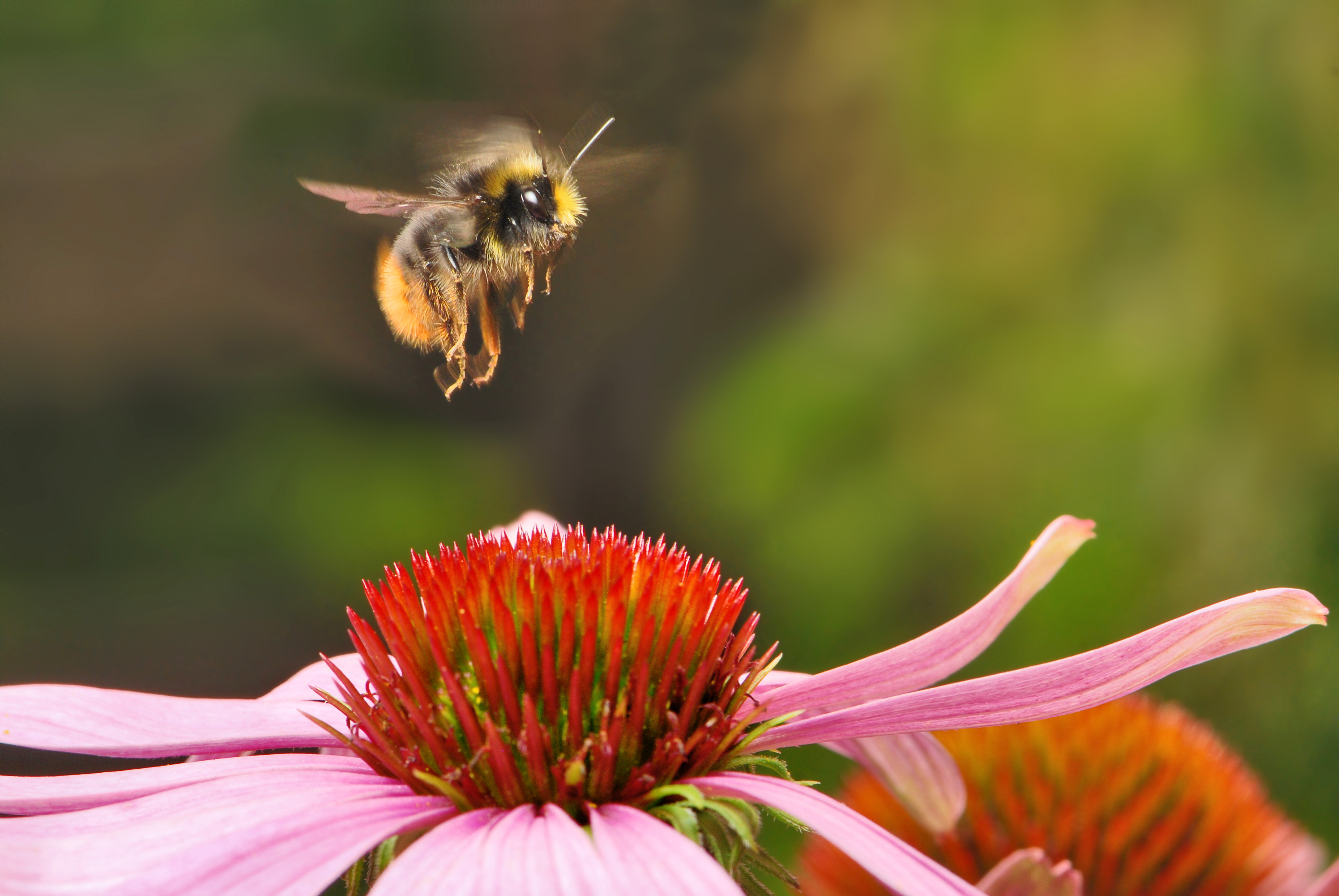
호박벌과 꽃은 각자의 생존을 위해 공진화하였다.

공진화는 포식자와 먹이 생물, 숙주와 기생 생물, 공생 생물 등과 같이 생물 간에 일대일 관계가 형성되어 서로 영향을 주는 진화 과정이다. 따라서 기후 변화와 같은 비 생물적 자연환경의 변화로 인한 진화는 공진화에 포함되지 않는다. 생물의 상호작용이 진화에 뚜렷한 영향을 준 사례가 있는 반면 복잡하게 얽혀 있는 상호작용으로 인해 상호작용의 영향이 뚜렷히 드러나지 않는 경우도 있다. 이와 같이 뚜렷히 드러나는 공진화를 "종 특유의 공진화"(영어: species-specific coevolution)라 하고 뚜렷하지 않는 공진화를 "확산공진화"(영어: diffuse coevolution)라 한다. 자연환경에서는 확산공진화가 보다 일반적인 현상이다.
공진화의 개념은 찰스 다윈의 《종의 기원》에서 처음으로 제시되었고 《난초의 수정》에서 다시 소개되었다.
미국의 진화생물학자 리 반 발렌은 1973년 공진화의 한가지 모델로서 붉은 여왕 가설을 제시하였다. 한편, 프랑스의 생물학자 시에리 로데는 적대적 공진화가 성 경쟁을 촉발한다고 보았다.
공생과는 달리 공진화는 생물 간의 상호의존성을 필요로 하지 않는다. 포식자와 먹이, 숙주와 기생 생물의 경우에서처럼 서로의 생존을 위해 적대적인 관계에서도 공진화가 발생한다.
미토콘드리아는 세포핵과는 다른 별도의 DNA를 가지고 있어 진핵생물의 발현과정에서 이루어진 공진화의 결과 세포소기관으로 편입되었다고 이해되고 있다. 이를 세포내 공생설이라 한다.
공진화의 개념은 인공생명에도 도입되었는데 데니얼 힐스는 소프트 프로그램 인공생명에 공진화 알고리듬을 사용하였고 칼 심스는 컴퓨터 상의 가상 생물에 공진화의 개념을 도입하였다.

## 스워드테일과 플래티피쉬
스워드테일(Swordtail)과 플래티피쉬(Platy fish)는 같은 속(Xiphophorus)에서 진화된 공진화의 과정을 보여주는 종으로 알려져있다.

## 방어기제
십자화과 식물의 글루코시놀레이트라는 피토케미컬은 곤충의 애벌레가 이를 섭취했을 때 생화학적 작용에 의해 체내에서 독성물질로 바뀌는 기전이 있다. 한편 이후 진화적으로 배추흰나비를 포함한 일부 곤충들은 글루코시놀레이트를 체내에서 무력화시키는 단백질효소를 유전적으로 개발해온것으로 알려졌다. 이러한 십자화과 식물과 배추흰나비의 유전자 전쟁이 이들 종간에 약9천만년에 이르는 시간동안 진행해온것으로 공진화의 사례를 제시한바있다.

## 같이 보기
- 상호이타주의